# 맨선
맨선(Mansun)은 영국 체스터 출신의 4인조 록밴드이다. 1995년 결성되었으며, 2003년 5월에 해체하였다.

## 구성원
- 폴 드레이퍼(Paul Draper) - 보컬/리듬기타
- 스토브 킹(Stove King) - 베이스
- 도미니크 채드(Dominic Chad) - 리드기타/배킹보컬
- 앤디 래스본(Andie Rathbone) - 드럼

## 디스코그라피

### 정규앨범
1. Attack of the Grey Lantern(1997)
2. Six(1998)
3. Little Kix(2000)
4. Kleptomania(2004)
5. Legacy: The Best Of Mansun(2006)